# Sheryl Crow
Sheryl Suzanne Crow (Kennett, 11 de fevereiro de 1962) é uma cantora, compositora, multi-instrumentista e atriz norte-americana. Sheryl é formada em música e composição. O seu estilo musical compõe os elementos de pop, rock, country, jazz e blues. Ela já lançou sete álbuns de estúdio, duas compilações e um álbum ao vivo, e tem contribuído para várias trilhas sonoras de filmes. Ela já vendeu mais de 17 milhões de álbuns nos Estados Unidos e 50 milhões de álbuns em todo o mundo. Além disso, Crow já recebeu nove prêmios Grammy da National Academy of Recording Arts and Sciences.  
Além de seu próprio trabalho, Crow se apresentou com os The Rolling Stones e cantou em dueto com Mick Jagger, Michael Jackson, Eric Clapton, Luciano Pavarotti, John Mellencamp, Kid Rock, Michelle Branch, Miley Cyrus (no papel de Hannah Montana) e Sting, entre outros. Ela também já realizou backing vocals para Tina Turner, Michael Jackson, Don Henley, Belinda Carlisle, e colaborou na celebração do 30.° aniversário de Bob Dylan como artista. 
Crow também atuou em diversos seriados de TV, como 30 Rock, Cougar Town e One Tree Hill, entre outros.

## Biografia
Sheryl Suzanne Crow nasceu em Kennett, Missouri. O seu pai, Wendell Crow, é um advogado e trompetista, e a sua mãe Bernice, uma professora de piano. Ela tem duas irmãs mais velhas, Kathy e Karen, e um irmão mais novo, Steven.
Depois de se formar na faculdade, Crow trabalhou como professora de música na escola primária de Kellison, em Fenton, Missouri. O ensino durante o dia permitiu-lhe a oportunidade de cantar em bandas nos finais de semana. Mais tarde, ela foi apresentada ao músico local e produtor Jay Oliver. Ele tinha um estúdio próspero no porão da casa de seus pais, em St. Louis, e ajudou-a, usando a publicidade em jingles.

### Início de carreira
Depois de passar anos como backing vocal de artistas como Don Henley, Rod Stewart, Eric Clapton e Michael Jackson, e de dar aulas de música para crianças deficientes, Sheryl Crow gravou o seu primeiro disco em 1993, no qual estourou com a música "All I Wanna Do".
Alternando seu estilo entre o folk, pop e rock, Sheryl, desde sua estreia, teve vários hits nas rádios de todo o mundo. Ela ganhou diversos prêmios Grammys e vendeu mais de 50 milhões de discos em todo mundo.
Já fez duetos com diversos artistas, teve canções em várias trilhas sonoras de filmes; cantou com Luciano Pavarotti, Elton John, Rolling Stones, Johnny Cash, U2, The Corrs e vários outros grandes artistas.
Em 1997, ela compôs a trilha sonora para o filme de James Bond, 007 - O Amanhã Nunca Morre, com a música Tomorrow Never Dies.
Já namorou o cantor e guitarrista Eric Clapton, o ator Owen Wilson e o famoso ciclista norte-americano Lance Armstrong, de quem se separou em fevereiro de 2006.

## Discografia
- (1993) Tuesday Night Music Club
- (1996) Sheryl Crow
- (1998) The Globe Sessions
- (1999) Sheryl Crow and Friends: Live
- (2002) C´mon, C´mon
- (2003) The Very Best of Sheryl Crow
- (2005) Wildflower
- (2008) Detours
- (2010) 100 Miles From Memphis
- (2013) Feels Like Home
- (2017) Be Myself
- (2019) Threads
- (2024) Evolution